# Eilema fasciculosa
Eilema fasciculosa là một loài bướm đêm thuộc phân họ Arctiinae, họ Erebidae.